# Laryngalisation
La laryngalisation, voix craquée ou friture vocale (en anglais : creaky voice ou vocal fry) est, en phonétique, un type particulier de phonation, dans lequel les cartilages aryténoïdes dans le larynx sont resserrés, ce qui a pour effet de comprimer assez fortement les cordes vocales, qui deviennent relativement relâchées et compactes. Elles vibrent irrégulièrement entre 20 et 50 impulsions par seconde, environ deux octaves au-dessous de la fréquence normale de la voix, et le passage de l'air à travers la glotte est très lent ; on peut entendre les vibrations individuelles.
Toutefois, bien que la voix craquée puisse se manifester avec une tonalité très basse, comme à la fin d'une longue unité prosodique, elle peut aussi être constatée à n'importe quelle hauteur de voix.
La voix craquée en tant que distinction phonémique se rencontre dans de nombreuses langues du monde ; elle est par exemple commune dans les langues d'Asie du Sud-Est comme le vietnamien. En Europe, elle a une fonction phonémique en danois, où elle permet de différencier par exemple hun (« elle ») et hund (« chien », voix craquée). On peut la rencontrer en anglais américain, mais elle y semble davantage liée au statut social du locuteur ; récemment, elle y semble aussi en vogue chez les femmes et les jeunes. Son origine est attribuée à Ira Glass, animateur de radio américain, et depuis plusieurs artistes telles que Britney Spears, Katy Perry, Kim Kardashian et Zooey Deschanel s'y adonnent.
Dans l'alphabet phonétique international, on emploie pour représenter la voix craquée un tilde souscrit (U+0330, combining tilde below,  ̰ ), qui se place sous le phone concerné.